# Ernst Leichtenstern
Ernst Leichtenstern (ur. 22 kwietnia 1895 w Erlangen, zm. 2 kwietnia 1945 we Wrocławiu) – nazistowski urzędnik państwowy, propagandzista, pełniący funkcję nadburmistrza Wrocławia.

## Życiorys
Urodzony 22 kwietnia 1895 w Erlangen, po ukończeniu gimnazjum w Monachium wstąpił do armii i brał udział w I wojnie światowej. Po wojnie zdobył wykształcenie inżyniera. Od 1930 roku w NSDAP. Od 1934 odpowiedzialny za propagandę NSDAP w Górnej Bawarii i Monachium. Od stycznia 1938 do sierpnia 1939 pracował w Ministerstwie Oświecenia Publicznego i Propagandy Rzeszy w randze radcy ministerialnego jako dyrektor departamentu filmowego. W okresie od sierpnia do września 1939 pełnił funkcję szefa kompanii propagandowej marynarki – Marine Propaganda Kompanie Ost. Później do 1940 szef produkcji wytwórni UFA GmbH. Przeniesiony w połowie 1940 na stanowisko nadburmistrza Görlitz, pełnił te funkcje do lata 1944 roku. W lipcu 1944 objął funkcję nadburmistrza Wrocławia, którą pełnił do swojej śmierci 2 kwietnia 1945, w trakcie bitwy o Wrocław.